# Blitopertha fulvicornis
Blitopertha fulvicornis är en skalbaggsart som beskrevs av Hermann Burmeister 1855. Blitopertha fulvicornis ingår i släktet Blitopertha och familjen Rutelidae. Inga underarter finns listade.